# Ворошиловабадский район
Ворошиловабадский район — административно-территориальная единица в составе Таджикской ССР, Сталинабадской и Курган-Тюбинской областей, существовавшая в 1936—1953 годах. Площадь района по данным 1947 года составляла 0,7 тыс. км². Население по данным 1939 года составляло 8572 чел., в том числе таджики — 44,0 %, узбеки — 32,9 %, русские — 8,5 %, казахи — 6,3 %, туркмены — 2,3 %, татары — 1,9 %, украинцы — 1,2 %, киргизы — 1,2 %.
Ворошиловабадский район был образован в составе Таджикской ССР в 1936 году из части Кагановичабадского района. Административный центр — Ворошиловабад.
27 октября 1939 года Ворошиловабадский район вошёл в состав Сталинабадской области.
7 января 1944 года Ворошиловабадский район был передан в новую Курган-Тюбинскую область, но 23 января 1947 года в связи с её ликвидацией вновь отошёл к Сталинабадской области.
10 апреля 1951 года в связи с ликвидацией Сталинабадской области район перешёл в прямое подчинение Таджикской ССР, а 15 сентября 1953 года упразднён.